# ランペドゥーザ難民収容センター

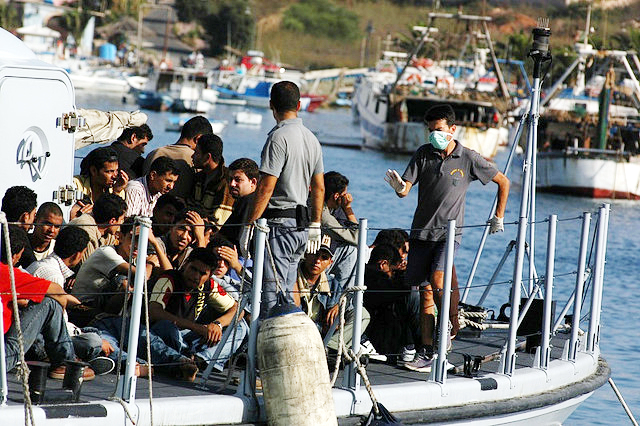
ランペドゥーザ島に到着した難民(2007年8月)

ランペドゥーザ難民収容センター (Lampedusa Immigrant Reception Center) は、イタリアのランペドゥーザ島が、アフリカからの難民の主なヨーロッパの流入地点となった、2000年代初頭から運営されている。アフリカの様々な港から到着する数多くの難民船は、収容センターの定員である800名を大幅に超えている。

## 歴史
2000年代初頭から、ランペドゥーザ島は、ヨーロッパへ渡ろうとするアフリカ、中東、アジアからの不法移民の主要な通過ポイントとなっている。2004年には、リビアとイタリアの政府が、イタリア領域から強制退去された人々を受け入れることをリビアに義務づける秘密協定を結んだ。これによって、欧州議会の承認を得られないまま、2004年と2005年にランペドゥーザ島からリビアへ多くの人々が戻されることになった。
2006年までには、多くの難民が、ボートによってランペドゥーザ島へ行くのを助けてもらうため、リビアで密入国業者に料金を払っていた。到着すると、多くがイタリア政府により、イタリア本土の難民センターへ送られた。その後、彼らの退去命令が強制されなかったため、多くが解放された。
2009年には、島にある一時的な難民収容センターの定員オーバーが、国際連合難民高等弁務官事務所によって批判を受けた。もともと最大定員850人として建築された施設では、約2,000人もの難民を収容していることが報告された。非常に多くの人々が、戸外のビニールシートの下で眠っていた。2009年2月19日には、収容者の暴動によって火災が発生し、収容施設のほとんどが消失した。難民の多くは、ガーナ、マリ、ナイジェリアの出身で、季節限定の農場労働者として不法に働いていた。
2011年には、さらに多くの難民が、チュニジアやリビアでの内戦中に、ランペドゥーザ島へ逃れた。2011年5月までに、35,000人以上の難民がチュニジアとリビアから島に到着した。8月の終わりには、48,000人となった。このほとんどが20代や30代の若い男性だった。この事態はEU内部に対立をひきおこした。フランス政府は、やってきた者の大部分は、迫害を恐れる難民と言うよりは、経済移民であるとみなしたのである。在イタリア・リビア大使は、カダフィが目標を達成するように不法な移民を操作し、「ランペドゥーザ島をアフリカ人で黒くしたかった」と述べた。
2013年10月には、エリトリア、ソマリアなどからの難民を乗せたボートが沖合で転覆して300人以上の死者を出した、事故の生存者を収容した。